# Fatma Ruffini
Fatma Ruffini (Reggio Emilia, 25 giugno 1943) è un'autrice televisiva e produttrice televisiva italiana attiva per le reti Mediaset dal 1981 al 2013.
Dopo un esordio come addetta stampa per alcune case discografiche, avvia la sua carriera di autrice televisiva in alcune emittenti locali, per poi passare a Canale 5. Tra il 1981 e il 2013 è stata responsabile dei programmi del daytime di Canale 5, e successivamente direttore dei programmi, delle sitcom e dei format Mediaset, firmando trasmissioni fortunate come Scherzi a parte, Stranamore, Karaoke, C'eravamo tanto amati, Camera Café e Love Bugs. Nel 2013 abbandona ogni incarico in Mediaset per fondare la propria casa di produzione, la FTM Entertainment.

## Biografia
Laureata in lettere moderne all'Università di Milano, ha iniziato la carriera lavorando come addetta stampa per diverse case discografiche, come la Dischi Ricordi, grazie alla quale ha collaborato con Lucio Battisti, la Surf -  dove ha avuto l'occasione di lavorare con Jula de Palma - e la GTA. Negli anni settanta in particolare ha curato la promozione degli artisti musicali negli spettacoli televisivi, venendo così a contatto con numerosi conduttori, registi e autori. Incuriosita dal mondo del piccolo schermo, decide di abbandonare il lavoro alla Ricordi per concentrarsi nell'attività di autrice televisiva per alcune nascenti emittenti locali della Lombardia, come Antennatre, Telenova, Antenna Nord, la futura Italia 1, dove ebbe anche un discreto successo come conduttrice presentando Il Discolone, trasmissione musicale per bambini.
Nella primavera del 1981 incontra Silvio Berlusconi, l'imprenditore che un anno prima ha lanciato l'emittente televisiva privata Canale 5. Comincia a collaborare al nuovo canale ideando nel 1982 la sua prima trasmissione televisiva, Buongiorno Italia, ispirata al format estero Good Morning America, che di fatto ha inaugurato le trasmissioni televisive in Italia nella fascia del mattino, territorio in precedenza mai esplorato né dalla Rai né dalle TV locali. Dal quel momento è stata nominata responsabile dei programmi dell'ampia fascia diurna. In seguito ha poi ideato la maggior parte dei giochi e quiz a premi degli anni ottanta; tra gli altri, ha collaborato con Mike Bongiorno in Bis e Telemike e ha adattato per il pubblico italiano due fortunatissimi e longevi game-show, La ruota della fortuna e Ok, il prezzo è giusto!.
Nel 1986 Berlusconi le ha affidato l'incarico, insieme a Carlo Freccero e Bruno Bogarelli, di lanciare «La Cinq», emittente commerciale francese omologa di Canale 5. Anche in questo caso le è stato affidato il ruolo di direttore dei programmi, ed ha lanciato una versione francese del fortunato Buongiorno Italia. L'esperienza tuttavia non portò i risultati sperati e terminò nel 1992.
Gli anni novanta diedero i natali ad alcune delle trasmissioni di maggior successo da lei ideate, come Scherzi a parte o l'adattamento italiano del format All You Need Is Love, Stranamore, inizialmente osteggiato da Silvio Berlusconi ma fortemente voluto dalla stessa Ruffini. Contribuì inoltre al lancio della carriera di Fiorello, ideando la trasmissione che lo rese popolare, Karaoke, e promuovendolo nel ruolo di conduttore. Sempre in quegli anni videro la luce alcuni format incentrati sull'amore e sulla vita reale, come C'eravamo tanto amati e Lui, lei, l'altro, nati dopo un sopralluogo della Ruffini nel celebre Oprah Winfrey Show, nel quale spesso venivano trattate queste tematiche.
Ha iniziato ad occuparsi massicciamente di sitcom negli anni duemila per volere di Maurizio Costanzo. In quel periodo al longevo Casa Vianello affiancò il successo di Finalmente soli e Finché c'è ditta c'è speranza, lanciando poi sitcom dallo stile più internazionale, utilizzando il sistema della telecamera fissa, con Camera Café, Love Bugs e Belli dentro.
Nel 2013, dopo oltre trent'anni, ha lasciato ogni incarico a Mediaset per fondare la sua personale casa di produzione: la FTM Entertainment. Due anni dopo, nel 2015, ha pubblicato per Mondadori il libro autobiografico La signora di Mediaset.

## Programmi televisivi

### Talk show e rubriche
- Buongiorno Italia (Canale 5, 1981–1984, 1987–1988)
- Falpalà (Canale 5, 1983)
- Anteprima (Canale 5, 1986–1987)
- Studio 5 (Canale 5, 1986–1987)
- C'eravamo tanto amati (Rete 4, 1989–1994)
- Gente comune (Canale 5, 1990–1991)
- Mezzogiorno italiano (Italia 1, 1991–1992)
- Ore 12 (Canale 5, 1992–1993)
- Lui, lei, l'altro (Rete 4, 1992–1994)
- Sgarbi settimanali (Canale 5, 1993–1994)
- Perdonami (Rete 4, 1993–1996)
- Stranamore (Canale 5, 1994–1998, 2001–2003; Rete 4, 2004–2009)
- Generazione X (Italia 1, 1995–1996)
- Medicina a confronto (Rete 4, 1995–1996)
- Iva Show (Rete 4, 1996–1998)
- Barracuda (Italia 1, 1999)
- Celebrità (Canale 5, 2000–2002)
- Ultima razzia (Rete 4, 2004)
- If... (Rete 4, 2007)

### Game show e telequiz
- Bis (Canale 5, 1981–1990)
- Superbis (Canale 5, 1982)
- Il pranzo è servito (Canale 5, 1982–1983)
- Superflash (Canale 5, 1982–1985)
- Help! (Canale 5, 1983–1985; Italia 1, 1985–1986)
- Ok, il prezzo è giusto! (Italia 1, 1983–1987; Rete 4, 1987–1988, 1996–2001; Canale 5, 1988–1996)
- Tuttinfamiglia (Canale 5, 1984–1989)
- Facciamo un affare (Canale 5, 1985–1986)
- Pentatlon (Canale 5, 1985–1987)
- C'est la vie (Canale 5, 1985–1986, 1988–1989; Rete 4, 1986–1988)
- Doppio slalom (Canale 5, 1985–1990)
- Il gioco delle coppie (Italia 1, 1985–1986; Rete 4, 1986–1988, 1991–1992; Canale 5, 1988–1991)
- Parole d'oro (Canale 5, 1987–1988)
- Tra moglie e marito (Canale 5, 1987–1991)
- Telemike (Canale 5, 1987–1992)
- Cari genitori (Canale 5, 1988–1991; Rete 4, 1991–1992)
- Il gioco dei 9 (Canale 5, 1988–1992; Italia 1, 1992)
- Per la strada (Italia 1, 1989)
- Babilonia (Canale 5, 1989–1990)
- Telecomando (Canale 5, 1989–1990)
- La ruota della fortuna (Canale 5, 1989–1996)
- Quel motivetto... (Canale 5, 1990)
- Tris (Canale 5, 1990–1991)
- La verità (Canale 5, 1990–1991; Rete 4, 1991–1995)
- Urka! (Italia 1, 1991)
- Lingo (Canale 5, 1992)
- Tutti x uno (Canale 5, 1992–1993)
- Io, tu e mammà (Rete 4, 1992)
- Campionissimo (Italia 1, 1993)
- Vinca il migliore (Canale 5, Italia 1, 1996)
- 6 del mestiere?! (Canale 5, 1997)
- 100 milioni + Iva (Rete 4, 1997)
- Il traditore (Italia 1, 2001)
- Canta e vinci (Italia 1, 2007–2008)
- Batti le bionde (Italia 1, 2008)
- Il momento della verità (Italia 1, 2008)
- Fenomenal (Italia 1, 2010–2011)
- The Cube - La sfida (Italia 1, 2011)
- Il braccio e la mente (Canale 5, 2012)

### Varietà e intrattenimento
- Il circo di Sbirulino (Canale 5, 1982–1983; Italia 1, 1984)
- W le donne (Canale 5, 1984; Rete 4, 1985–1986)
- Ciak d'oro (Canale 5, 1986)
- Gran Premio Internazionale dello Spettacolo (Canale 5, 1986–1989)
- La Cina a Venezia (Canale 5, 1987)
- Fans club (Canale 5, 1987–1988)
- Fantasia (Canale 5, 1987–1988)
- Passiamo la notte insieme (Canale 5, 1988)
- Buon pomeriggio (Rete 4, 1989–1993)
- C'era una volta il Festival (Canale 5, 1989)
- Bellezze al bagno (Canale 5, 1989–1991; Rete 4, 1992–1993)
- Una rotonda sul mare (Canale 5, 1989–1990)
- Sabato al circo (Canale 5, 1989–1992; Rete 4, 1992; Italia 1, 1993)
- Dire, fare, baciare, lettera o testamento (Canale 5, 1990)
- Canta Vip (Rete 4, 1991)
- Sapore di mare (Canale 5, 1991)
- Bellezze sulla neve (Canale 5, 1991–1992)
- TG delle vacanze (Canale 5, 1991–1992)
- Bravo Bravissimo (Canale 5, 1991–1995; Rete 4, 1996–2002)
- La grande sfida (Canale 5, 1992–1993)
- Dido... menica (Italia 1, 1992–1993)
- A casa nostra (Rete 4, 1992–1993)
- Karaoke (Italia 1, 1992–1995)
- Scherzi a parte (Italia 1, 1992, 1997; Canale 5, 1993–1994, 1995, 1999, 2002–2003, 2005, 2007, 2009, 2012)
- Mi faccia il piacere (Italia 1, 1993)
- Festival italiano (Canale 5, 1993–1994)
- Buona giornata (Rete 4, 1993–1996)
- Decidi tu (Rete 4, 1994)
- Super Karaoke (Italia 1, 1994)
- Re per una notte (Italia 1, 1994-1996)
- Viva Napoli (Canale 5, 1994–1996; Rete 4, 1997–2002)
- I magnifici 10 (Canale 5, 1995)
- Una sera ci incontrammo (Canale 5, 1995)
- Il Guinness dei primati (Canale 5, 1995–1996)
- Premio Mozart (Canale 5, 1995–1996)
- La stangata - Chi la fa l'aspetti (Canale 5, 1995)
- Non dimenticate lo spazzolino da denti (Canale 5, 1995; Italia 1, 1996–1997)
- Il Boom (Canale 5, 1996)
- I guastafeste (Canale 5, 1996)
- Ricomincio da capo (Canale 5, 1996)
- Il grande bluff (Canale 5, 1996, 1999–2000)
- Dillo a Wally (Italia 1, 1997)
- Sembra facile (Canale 5, 1997)
- Proposta indecente (Italia 1, 2001)
- Oblivious (Italia 1, 2003)
- Ale e Franz Sketch Show (Italia 1, 2010)
- Cena di mezzanotte (La5, 2015)
- Ciao Bellezza! (Rete 4, 2016–2017)
- Saturday Night Live (TV8, 2018)

### People e reality show
- Una goccia nel mare (Canale 5, 1997)
- Cosa non farei (Rete 4, 2004)
- Ciccia è bella (Italia 1, 2009)
- Passion (Rete 4, 2010)
- Matrimoni all'italiana (Rete 4, 2011)
- Clinica veterinaria (La5, 2014)
- The Real Housewives di Napoli (Real Time, 2020–2021)
- C'era una volta... l'amore (Real Time, 2020–in produzione)
- Lady Maria Consiglio - Lo chic in cucina (Food Network, 2022)
- Un paese a dieta (Nove, 2022)
- Sort Your Life Out - Ogni cosa al suo posto (Real Time, 2023)
- The Real Housewives di Roma (Real Time, 2024–in produzione)

### Sitcom
- MegaSalviShow (Italia 1, 1988–1989)
- Casa Vianello (Canale 5, 1988-2005; Rete 4, 2006–2007)
- Finché c'è ditta c'è speranza (Canale 5, 1999–2003)
- Finalmente soli (Canale 5, 1999–2004)
- Via Zanardi, 33 (Italia 1, 2001)
- Ugo (Canale 5, 2002–2003)
- Arrivano i Rossi (Italia 1, 2003)
- Camera Café (Italia 1, 2003–2012)
- Love Bugs (Italia 1, 2004–2007)
- Il mammo (Canale 5, 2004–2007)
- Il supermercato (Canale 5, 2005)
- Belli dentro (Canale 5, 2005–2012)
- La strana coppia (Italia 1, 2007)
- Buona la prima! (Italia 1, 2007–2009)
- Don Luca c'è (Italia 1, 2008)
- Medici miei (Italia 1, 2008)
- Così fan tutte (Italia 1, 2009–2012)
- All Stars (Italia 1, 2010)
- Love Snack (Italia 1, 2017–2018)

## Opere
- La signora di Mediaset, Mondadori, 2015, ISBN 978-88-918-0298-9